# Carl Vilhelm Åkerhielm
Carl Vilhelm Åkerhielm, född den 17 september 1735 på Blombacka, död den 9 april 1806 på Rössberga, var en svensk militär och friherre.

## Biografi
Åkerhielm var son till majoren vid Västgöta kavalleriregemente Lars Åkerhielm och dennes hustru Margareta Göthenstierna. Han föddes som tvilling men hans bror Axel Ulrik nådde inte vuxen ålder, utan dog redan den 9 maj 1739. Carl Vilhelm Åkerhielm blev korpral vid Västgöta kavalleriregemente den 15 november 1751, men då hans far blev överste för Nylands dragonregemente så följde han med fadern och utnämndes till fältväbel där den 15 december 1753, redan den 19 december samma år befordrades han till kornett.
Den 24 augusti 1756 utnämndes han till kornett vid Västgöta kavalleriregemente, och befordrades under Pommerska kriget till löjtnant den 23 juli 1760. Hans karriär kröntes med en utnämning till ryttmästare den 22 maj 1770 och han fick avsked den 17 maj 1773 från Krigsmakten.
Carl Vilhelm dog den 9 april 1806 på Rössberga.

### Familj
Åkerhielm gifte sig den 1 januari 1784 på Mollungen i Ods socken med Metta Maria Reenstierna (1758-1845) som var dotter till kaptenen Abel Reenstierna och dennes hustru Hedvig Catharina Simmingsköld. Paret fick sju barn, däribland Carl Axel Åkerhielm och Lars Abel Åkerhielm.
Barn: